# Stöger Henrik
Stöger Henrik (Mantova, 1840. november 26. – 1890 után) honvédezredes.

## Életútja
Elvégezte a császári és királyi serravallei katonai főnevelő-intézetet és a kremsi katonai mérnökkari tanfolyamot. Mint tizedes 1859-ben besoroztatott a császári és királyi 2. mérnökkari zászlóaljhoz, ahonnét 1859. július 6-án az 5. gyalogezredhez hadnaggyá neveztetett ki és részt vett az olaszországi hadjáratban, de ütközetben nem volt. 1860-ben áthelyeztetett a 65. gyalogezredhez, 1866-ban főhadnagy lett és részt vett a custozzai csatában. 1871-ben a honvédséghez áthelyeztetvén, másfél évig mint dandár-segédtiszt, egy évig mint hadapród-iskolai tanár, hat évig mint századparancsnok, tízig mint zászlóaljparancsnok és háromig mint ezredparancsnok szolgált. Századossá 1872-ben, őrnaggyá 1880-ban, alezredessé 1886-ban, s ezredessé 1889-ben nevezték ki. 1890. október végével vonult nyugalomba.
A Ludovika-Akadémia Közlönyének levelező-tagja volt. Ebben több cikke (1874. Tanulmány a Linemann-féle ásó felett).